# Dimitri Petemou
Dimitri Petemou (3 agosto 1980) è un calciatore francese, portiere del Baco e della Nazionale neocaledoniana.

## Carriera

### Nazionale
Ha debuttato in Nazionale il 7 aprile 2011, nell'amichevole Tahiti-Nuova Caledonia (1-0). Ha partecipato, con la Nazionale, alla Coppa delle nazioni oceaniane 2016, dove era il giocatore più anziano della manifestazione.